# Spaanse legislatuur XI
De Spaanse legislatuur XI is in de Spaanse politiek de periode die begint na de parlementsverkiezingen van 2015, als op 13 januari 2016 de Cortes Generales in een nieuwe samenstelling worden geïnstalleerd.

## Machtsverhoudingen

### Cortes Generales
De parlementsverkiezingen die de machtsverhoudingen tijdens de negende legislatuur zouden bepalen, werden gewonnen door de conservatieve partij PP. De zetelverdeling in het Congres van Afgevaardigden (het lagerhuis) was als volgt:
|                          | PP  | PSOE / PSC | Podemos1 | Ciudadanos | ERC | DL2 | PNV | UP3 | EH Bildu | CC | Totaal |
| ------------------------ | --- | ---------- | -------- | ---------- | --- | --- | --- | --- | -------- | -- | ------ |
| Per afzonderlijke partij | 123 | 90         | 69       | 40         | 9   | 8   | 6   | 2   | 2        | 1  | 350    |
| Parlementaire groepen    |     |            |          |            |     |     |     |     |          |    | 350    |

1Podemos bestaat uit: En comú podem in Catalonië, 927.940 stemmen, 3,69% (van het landelijke totaal), 12 zetels; Compromís-Podemos-És el moment in de regio Valencia, 671.071 stemmen, 2.67% (van het landelijke totaal), 9 zetels; En Marea in Galicië, 408.370 stemmen, 1,63% (van het landelijke totaal), 6 zetels en in de rest van Spanje Podemos, 3.181.952 stemmen, 12,67% (van het landelijke totaal), 42 zetels.
2Democràcia i Libertat is een Catalaanse nationalistische lijstverbinding tussen CDC (de partij van de Catalaanse regiopresident Artur Mas), DC en Reagrupament
3Unidad Popular is een coalitie rondom Izquierda Unida met Unidad popular en común
Voor het eerst sinds de herinvoering van de democratie in Spanje in de jaren '70 heeft niet een partij de absolute meerderheid, wat betekent dat er een coalitie moet worden gevormd of een minderheidsregering waar een meerderheid van de parlementsleden zijn goedkeuring aan geeft. Het overleg over de mogelijke samenwerkingsverbanden zijn op de dag na de verkiezingen, 21 december 2015, al begonnen. Vanaf het moment dat op 13 januari de Cortes Generales voor het eerst in de nieuwe samenstelling samenkomen, heeft de belangrijkste kandidaat voor het premierschap drie weken de tijd voor de regeringsformatie en zijn nieuwe regering aan het parlement voor te leggen. Indien hij hiervoor geen absolute meerderheid behaald (176 van de 350 leden van het congres), dient hij in een tweede stemming, binnen 48 uur, een enkelvoudige meerderheid te behalen, dat wil zeggen dat er dan meer volksvertegenwoordigers voor de nieuwe regering stemmen dan tegen. In deze tweede stemming maakt hij meer kans, omdat parlementsleden die zich van stemming onthouden niet meetellen voor de uitslag. 
Niet alle partijen hebben het recht op een eigen fractie, waar in het Spaanse parlement minimumvoorwaarden aan worden gesteld. Partijen die te klein zijn voor een eigen fractie hebben tot de eerste sessie van de Cortes Generales in de nieuwe samenstelling de tijd om met andere partijen een samenwerkingsverband aan te gaan. Indien zij hier niet in slagen, komen de in de "Grupo mixto" terecht, de restgroep. 
Constitutieve legislatuur (1977-1979) · I (1979-1982) · II (1982-1986) · III (1986-1989) · IV (1989-1993) · V (1993-1996) · VI (1996-2000) · VII (2000-2004) · VIII (2004-2008) · IX (2008-2011) · X (2011-2016) · XI (2016) · XII (2016-2019) · XIII (2019) · XIV (2019-2023) · XV (vanaf 2023)